# زي إل إم تور 2019
زي إل إم تور 2019 هو سباق دراجات هوائية من فئة سباق المرحلة، وهو الموسم رقم 32 من زي إل إم تور، وأقيم خلال الفترة 19 يونيو 2019، وحتى 23 يونيو 2019، وامتدّ لمسافة 714.1 كيلومتر، وهو أحد سباقات طواف أوروبا للدراجات 2019، وشارك فيه 115 متسابقاً ووصل إلى نهايته 101 متسابقاً.
فاز فيه بالمركز الأول مايك تيونسين، وبالمركز الثاني اموند جروندل يانسن، وبالمركز الثالث مادس فورتز شميدت، والفائز في ترتيب النقاط ديلان جروينويغن، والفائز حسب ترتيب النقاط للشباب Rasmus Byriel Iversen ‏، والفريق الفائز في ترتيب الفرق فريق جومبو-فيسما.

## الفرق
| فرق عالمية (4)- Team Jumbo-Visma - Lotto Soudal - Katusha-Alpecin - Team Sunweb فرق قارية محترفة (6)- برجس بي إتش 2019 ‏ - يوسكادي مورياس 2019 ‏ - رومبوت تشارلز 2019 ‏ - سبورت فلاندرين بالويس 2019 ‏ - Wanty-Groupe Gobert - بنجوال باوليز ساوكس دبليو بي ‏ فرق قارية (7)- Alecto Cycling Team ‏ - ميتك-تي كي إتش مانتيل 2019 ‏ - Parkhotel Valkenburg CT ‏ - ARA Skip Capital ‏ - Team Differdange–Geba ‏ - Vlasman Cycling Team ‏ - سوبرانو هام ايزوريكس 2019 ‏ |  |
| |  |

## المراحل
| قائمة المراحل | قائمة المراحل | قائمة المراحل            | قائمة المراحل  | قائمة المراحل | قائمة المراحل      | قائمة المراحل |
| المرحلة       | التاريخ       | الدورة                   |                | المسافة (كم)  | الفائز بالمرحلة    | القائد العام  |
| ------------- | ------------- | ------------------------ | -------------- | ------------- | ------------------ | ------------- |
| المقدمة       | 19 يونيو      | Yerseke ‏ – Yerseke ‏      | فردي ضد الساعة | 6٫8           | جوس فان امدن       | جوس فان امدن  |
| مرحلة 1       | 20 يونيو      | Bredene ‏ – Heinkenszand ‏ | مرحلة مستوية   | 197٫7         | ديلان جروينويغن    | جوس فان امدن  |
| مرحلة 2       | 21 يونيو      | إيتن- لور – Buchten ‏     | مرحلة مستوية   | 168٫1         | ديلان جروينويغن    | مايك تيونسين  |
| مرحلة 3       | 22 يونيو      | Buchten ‏ – لاندخراف      | مرحلة جبلية    | 171٫4         | اموند جروندل يانسن | مايك تيونسين  |
| مرحلة 4       | 23 يونيو      | آيندهوفن – تيلبورخ       | مرحلة مستوية   | 170٫1         | كاليب إيوان        | مايك تيونسين  |

## النتيجة

### مرحلة 0
هي مرحلة من نوع سباق زمن فردي، أقيمت في 19 يونيو 2019، وامتدّت لمسافة 6.8 كيلومتر. فاز بالمرحلة جوس فان امدن، وكان متصدر الترتيب العام في نهاية المرحلة جوس فان امدن.
| التصنيف العام         | التصنيف العام       | التصنيف العام   | التصنيف العام  | التصنيف العام |
| العداء                | العداء              | البلد           | الفريق         | الوقت         |
| --------------------- | ------------------- | --------------- | -------------- | ------------- |
| 1                     | جوس فان امدن        | هولندا          | Jumbo-Visma    | 7 دقيقة 54 ث  |
| 2                     | مايك تيونسين        | هولندا          | Jumbo-Visma    | + 2 ث         |
| 3                     | طوني مارتين         | ألمانيا         | Jumbo-Visma    | + 2 ث         |
| 4                     | اليكس داوست         | المملكة المتحدة | كاتوشا ألبيسين | + 4 ث         |
| 5                     | ماكس والشيد         | ألمانيا         | Team Sunweb    | + 6 ث         |
| 6                     | سيس بول             | هولندا          | Team Sunweb    | + 8 ث         |
| 7                     | مادس فورتز شميدت    | الدنمارك        | كاتوشا ألبيسين | + 11 ث        |
| 8                     | جاسبر دي بويست      | بلجيكا          | لوتو سودال     | + 14 ث        |
| 9                     | جينثي بيرمانز ‏      | بلجيكا          | كاتوشا ألبيسين | + 16 ث        |
| 10                    | أسبيورن كراغ أندرسن | الدنمارك        | Team Sunweb    | + 18 ث        |
| مصدر: ProCyclingStats |                     |                 |                |               |

### مرحلة 1
هي مرحلة بسيطة، أقيمت في 20 يونيو 2019، وامتدّت لمسافة 197.7 كيلومتر. فاز بالمرحلة ديلان جروينويغن، وكان متصدر الترتيب العام في نهاية المرحلة جوس فان امدن.
| التصنيف العام         | التصنيف العام    | التصنيف العام   | التصنيف العام  | التصنيف العام     |
| العداء                | العداء           | البلد           | الفريق         | الوقت             |
| --------------------- | ---------------- | --------------- | -------------- | ----------------- |
| 1                     | جوس فان امدن     | هولندا          | Jumbo-Visma    | 4 س 28 دقيقة 31 ث |
| 2                     | مايك تيونسين     | هولندا          | Jumbo-Visma    | + 2 ث             |
| 3                     | طوني مارتين      | ألمانيا         | Jumbo-Visma    | + 2 ث             |
| 4                     | اليكس داوست      | المملكة المتحدة | كاتوشا ألبيسين | + 4 ث             |
| 5                     | ماكس والشيد      | ألمانيا         | Team Sunweb    | + 6 ث             |
| 6                     | سيس بول          | هولندا          | Team Sunweb    | + 8 ث             |
| 7                     | مادس فورتز شميدت | الدنمارك        | كاتوشا ألبيسين | + 11 ث            |
| 8                     | ديلان جروينويغن  | هولندا          | Jumbo-Visma    | + 13 ث            |
| 9                     | جاسبر دي بويست   | بلجيكا          | لوتو سودال     | + 14 ث            |
| 10                    | جينثي بيرمانز ‏   | بلجيكا          | كاتوشا ألبيسين | + 16 ث            |
| مصدر: ProCyclingStats |                  |                 |                |                   |

### مرحلة 2
هي مرحلة بسيطة، أقيمت في 21 يونيو 2019، وامتدّت لمسافة 168.1 كيلومتر. فاز بالمرحلة ديلان جروينويغن، وكان متصدر الترتيب العام في نهاية المرحلة مايك تيونسين.
| التصنيف العام         | التصنيف العام    | التصنيف العام   | التصنيف العام  | التصنيف العام     |
| العداء                | العداء           | البلد           | الفريق         | الوقت             |
| --------------------- | ---------------- | --------------- | -------------- | ----------------- |
| 1                     | مايك تيونسين     | هولندا          | Jumbo-Visma    | 8 س 12 دقيقة 16 ث |
| 2                     | جوس فان امدن     | هولندا          | Jumbo-Visma    | + 2 ث             |
| 3                     | ديلان جروينويغن  | هولندا          | Jumbo-Visma    | + 5 ث             |
| 4                     | اليكس داوست      | المملكة المتحدة | كاتوشا ألبيسين | + 6 ث             |
| 5                     | ماكس والشيد      | ألمانيا         | Team Sunweb    | + 6 ث             |
| 6                     | سيس بول          | هولندا          | Team Sunweb    | + 7 ث             |
| 7                     | مادس فورتز شميدت | الدنمارك        | كاتوشا ألبيسين | + 13 ث            |
| 8                     | جاسبر دي بويست   | بلجيكا          | لوتو سودال     | + 16 ث            |
| 9                     | طوني مارتين      | ألمانيا         | Jumbo-Visma    | + 16 ث            |
| 10                    | جينثي بيرمانز ‏   | بلجيكا          | كاتوشا ألبيسين | + 18 ث            |
| مصدر: ProCyclingStats |                  |                 |                |                   |

### مرحلة 3
هي مرحلة جبلية، أقيمت في 22 يونيو 2019، وامتدّت لمسافة 171.4 كيلومتر. فاز بالمرحلة اموند جروندل يانسن، وكان متصدر الترتيب العام في نهاية المرحلة مايك تيونسين.
| التصنيف العام         | التصنيف العام      | التصنيف العام   | التصنيف العام   | التصنيف العام      |
| العداء                | العداء             | البلد           | الفريق          | الوقت              |
| --------------------- | ------------------ | --------------- | --------------- | ------------------ |
| 1                     | مايك تيونسين       | هولندا          | Jumbo-Visma     | 12 س 07 دقيقة 23 ث |
| 2                     | اموند جروندل يانسن | النرويج         | Jumbo-Visma     | + 13 ث             |
| 3                     | مادس فورتز شميدت   | الدنمارك        | كاتوشا ألبيسين  | + 16 ث             |
| 4                     | جاسبر دي بويست     | بلجيكا          | لوتو سودال      | + 25 ث             |
| 5                     | يان باكيلانتس      | بلجيكا          | Team Sunweb     | + 32 ث             |
| 6                     | ماوريتس لامرتينك   | هولندا          | Roompot-Charles | + 39 ث             |
| 7                     | جوس فان امدن       | هولندا          | Jumbo-Visma     | + 44 ث             |
| 8                     | Jelle Wallays ‏     | بلجيكا          | لوتو سودال      | + 46 ث             |
| 9                     | ديلان جروينويغن    | هولندا          | Jumbo-Visma     | + 47 ث             |
| 10                    | اليكس داوست        | المملكة المتحدة | كاتوشا ألبيسين  | + 48 ث             |
| مصدر: ProCyclingStats |                    |                 |                 |                    |

### مرحلة 4
هي مرحلة بسيطة، أقيمت في 23 يونيو 2019، وامتدّت لمسافة 170.1 كيلومتر. فاز بالمرحلة كاليب إيوان، وكان متصدر الترتيب العام في نهاية المرحلة مايك تيونسين.
| التصنيف العام         | التصنيف العام | التصنيف العام | التصنيف العام | التصنيف العام |
| العداء                | العداء        | البلد         | الفريق        | الوقت         |
| --------------------- | ------------- | ------------- | ------------- | ------------- |
| مصدر: ProCyclingStats |               |               |               |               |

## التصنيف العام النهائي
| التصنيف العام | التصنيف العام      | التصنيف العام   | التصنيف العام   | التصنيف العام      |  |
| العداء        | العداء             | البلد           | الفريق          | الوقت              |  |
| ------------- | ------------------ | --------------- | --------------- | ------------------ |  |
| 1             | مايك تيونسين       | هولندا          | Jumbo-Visma     | 16 س 00 دقيقة 47 ث |  |
| 2             | اموند جروندل يانسن | النرويج         | Jumbo-Visma     | + 14 ث             |  |
| 3             | مادس فورتز شميدت   | الدنمارك        | كاتوشا ألبيسين  | + 16 ث             |  |
| 4             | جاسبر دي بويست     | بلجيكا          | لوتو سودال      | + 25 ث             |  |
| 5             | يان باكيلانتس      | بلجيكا          | Team Sunweb     | + 32 ث             |  |
| 6             | ماوريتس لامرتينك   | هولندا          | Roompot-Charles | + 39 ث             |  |
| 7             | ديلان جروينويغن    | هولندا          | Jumbo-Visma     | + 43 ث             |  |
| 8             | جوس فان امدن       | هولندا          | Jumbo-Visma     | + 44 ث             |  |
| 9             | Jelle Wallays ‏     | بلجيكا          | لوتو سودال      | + 46 ث             |  |
| 10            | اليكس داوست        | المملكة المتحدة | كاتوشا ألبيسين  | + 48 ث             |  |

### تصنيف النقاط
| تصنيف النقاط | تصنيف النقاط    | تصنيف النقاط | تصنيف النقاط | تصنيف النقاط |  |
| العداء       | العداء          | البلد        | الفريق       | النقاط       |  |
| ------------ | --------------- | ------------ | ------------ | ------------ |  |
| 1            | ديلان جروينويغن | هولندا       | Jumbo-Visma  | 40 نقطة      |  |
| 2            | كاليب إيوان     | أستراليا     | لوتو سودال   | 37 نقطة      |  |
| 3            | مايك تيونسين    | هولندا       | Jumbo-Visma  | 25 نقطة      |  |

## تصنيف الفرق

### الفرق حسب الوقت
| تصنيف الفرق حسب الوقت | تصنيف الفرق حسب الوقت | تصنيف الفرق حسب الوقت | تصنيف الفرق حسب الوقت |  |
| الفريق                | الفريق                | البلد                 | الوقت                 |  |
| --------------------- | --------------------- | --------------------- | --------------------- |  |
| 1                     | Jumbo-Visma           | هولندا                | 48 س 03 دقيقة 29 ث    |  |
| 2                     | لوتو سودال            | بلجيكا                | + 53 ث                |  |
| 3                     | كاتوشا ألبيسين        | سويسرا                | + 1 دقيقة 02 ث        |  |

## تصانيف فرعية

### تصنيف أفضل شاب
| تصنيف أفضل شاب | تصنيف أفضل شاب         | تصنيف أفضل شاب | تصنيف أفضل شاب           | تصنيف أفضل شاب     |  |
| العداء         | العداء                 | البلد          | الفريق                   | الوقت              |  |
| -------------- | ---------------------- | -------------- | ------------------------ | ------------------ |  |
| 1              | Rasmus Byriel Iversen ‏ | الدنمارك       | لوتو سودال               | 16 س 01 دقيقة 57 ث |  |
| 2              | Aaron Van Poucke ‏      | بلجيكا         | Sport Vlaanderen-Baloise | + 9 ث              |  |
| 3              | لارس فان دن بيرغ ‏      | هولندا         | Metec-TKH-Mantel         | + 18 ث             |  |

## وصلات خارجية
- الموقع الرسمي